# Татусів хлопчик (Доктор Хаус)
«Татусин хлопчик» (англ. Daddy's Boy)  — п'ята серія другого сезону американського телесеріалу «Доктор Хаус». Прем'єра епізоду проходила на каналі FOX 8 листопада 2005. Доктор Хаус і його команда мають врятувати хлопця, який під час вечірки починає відчувати різки болі від електричного струма, хоча він не з'єднаний з чиником.

## Сюжет
У молодого хлопця Кернелла, студента, який закінчив Принстонський Університет, під час вечірки починає відчувати сильні болі від удару струмом. Спочатку команда Хауса вважає, що у нього розсіяний склероз, проте версія Хаус інша — нейрофіброматоз другого типу. Форман і Кемерон питають у батька Кернелла про хвороби його дружини, яка давно померла в автокатастрофі. Через незручну ситуацію батько пацієнта каже йому, що насправді мати була п'яною за кермом і не помітила іншу машину. У Кернелла починає текти «кал» з анального отвору, але він не відчуває цього. Форман вважає, що всі симптоми вказують на синдром Міллера Фішера. Проте Чейз заперечує таку теорію посилаючись на аналізи. Під час цієї розмови Хаус дзвонить його матір і просить зустрітись в четвер, але той каже, що зайнятий (Хаус спеціально попросив Вілсона запросити його на вечерю). Наступна версія Формана — поперековий міліоліт. Хаус дає розпорядок на перевірку імуноглобуліну та електрофорез. Кемерон розповідає Вілсону, що Хаус спеціально замислив вечерю, щоб не зустрічатись з батьками. Після взяття аналізів Кернелл розповідає Чейзу і Форману, що разом з друзями їздив на Ямайку. Тепер Хаус думає, що хлопець міг отруїтися пестицидами від куріння маріхуани або просто, від вдихання диму від неї. Вілсон відмовляється від вечері та Хаус віддає йому борг у 5 000 $, за які він купив мотоцикл. Пацієнту починають давати ліки від пестицидів і той одужує. Але згодом у нього починається гарячка. Кемерон відвідує друга Кернелла, який їздив з ним на Ямайку. Той каже, що почуває себе нормально, якщо не брати до уваги грибок у паху. Хаус зацікавлений грибком і хоче сам його побачити, проте хлопець дуже зайнятий і навряд приїде до лікарні. Незабаром у Кернелла починається крововилив у животі, його оперують. Тим часом у Тедді, друга Кернелла, починається блювати кров'ю і його везуть до лікарні. Хаус оглядає його «грибок», але бачить, що не грибок. Також він дізнається, що батько Кернелла власник складу металобрухту. Хаус питає у батька, чи знаходив його син щось незвичне на складі. Той каже, що подарував йому старе грузило для риболовлі, яке знайшли у відходах. Чейз і Форман беруть речі Кернелла і несуть до радіології. Хаус знаходить цей «подарунок», який Кернелл повісив собі на ключі. Чейз і Форман викликають допомогу, оскільки брилок випромінює велику кількість радіації.
Внаслідок контактування з радіоактивним предметом у Кернелла утворилась пухлина. Йому потрібно зробити дуже небезпечну операцію, а батька ізолювати. Після операції, яка видалила пухлину, у пацієнта знайшли інфекцію. Чейз повідомляє батька Кернелла, що скоріш за все його син помре. Тим часом до Хаус приїжджають його батьки.